# 76P/West-Kohoutek-Ikemura
76P/West-Kohoutek-Ikemura je periodická kometa Jupiterovy rodiny s aktuální oběžnou dobou 6,48 roku. Kometu v roce 1975 nezávisle na sobě objevili dánský astronom Richard Martin West, československý astronom Luboš Kohoutek (na observatoři Hamburk-Bergedorf v Německu) a japonský astronom Tošihiko Ikemura.

## Základní údaje
Kometa byla původně spatřena na fotografické desce dánským astronomem Richardem M. Westem v laboratoři Sky Atlas v Ženevě v lednu 1975, ale snímek byl pořízen již dříve v Evropské jižní observatoři (ESO) v Chile. V této době se totiž data z Evropské jižní observatoře nezpracovávala na místě, ale vozila se do Ženevy. Tehdy měla jasnost 12. magnitudy. Neschopnost předpovědět její pohyb z jediného snímku znamenala, že kometa musela být považována za ztracenou.
Koncem února ji náhodně znovu objevil Luboš Kohoutek na observatoři Bergedorf v Hamburgu a nezávisle na něm 1. března Tošihiko Ikemura v japonském Šinširu. Po dalších pozorováních byla vypočtena parabolická dráha komety, která určila datum perihelia 23. března 1975 a prokázala, že všechna tři pozorování se týkají téhož objektu, který byl proto označen 76P/West-Kohoutek-Ikemura.
Další výpočty Briana G. Marsdena určily eliptickou dráhu komety a ukázaly, že 22. března 1972 prošla pouze 0,012 AU od Jupitera. Toto těsné přiblížení snížilo její oběžnou frekvenci z přibližně 30 let na současných 6,48 roku a vzdálenost perihelia ze 4,78 AU na 1,60 AU.
Kometa byla znovu pozorována při svých dalších návratech v letech 1987, 1993, 2000, 2006, 2013 a 2019.